# Adele Mara
Adele Mara (* 28. April 1923 in Highland Park, Michigan; † 7. Mai 2010 in Pacific Palisades, Kalifornien; eigentlich Adelaida Delgado) war eine US-amerikanische Schauspielerin.

## Leben
Adele Mara tanzte bereits, bevor sie zehn Jahre alt war. Später wurde ihr Talent als Sängerin von Xavier Cugat entdeckt, in dessen Orchester sie im Alter von 15 Jahren auftrat. 1941 wurde sie in Hollywood kurzzeitig von  Columbia Pictures unter Vertrag genommen, erhielt 1943 die Auszeichnung als „Pinup Girl of the Year“ und unterzeichnete im April des darauffolgenden Jahres einen Filmvertrag bei Republic Pictures, der bis 1951 bestehen blieb. In ihrer Zeit bei Republic wurde sie vor allem als Love Interest in zahlreichen B-Filmen eingesetzt. In den 1950er Jahren trat sie zumeist als Gaststar in Fernsehserien auf. Nach 1962 sah man sie nur noch zweimal als Schauspielerin. 1978 zog sie sich aus dem Filmgeschäft zurück.
1954 heiratete sie den Film- und Fernsehproduzenten Roy Huggins, mit dem sie drei Kinder hatte und bis zu dessen Tod im Jahr 2002 verheiratet war.

## Filmografie (Auswahl)
- 1942: Blondie Goes to College
- 1942: Du warst nie berückender (You Were Never Lovelier)
- 1944: Alarm im Pazifik (The Fighting Seabees)
- 1946: Ich hab dich immer geliebt (I’ve Always Loved You)
- 1946: The Inner Circle
- 1946: The Catman of Paris
- 1948: Im Banne der roten Hexe (Wake of the Red Witch)
- 1948: Die rauhen Reiter der furchtlosen Legion (The Gallant Legion)
- 1949: Du warst unser Kamerad (Sands of Iwo Jima)
- 1950: Das Schwert der Rache (The Avengers)
- 1950: In der Hölle von Missouri (California Passage)
- 1950: Mississippi-Express (Rock Island Trail)
- 1951: Der Seewolf von Barracuda (The Sea Hornet)
- 1953: Die Nacht vor dem Galgen (Count the Hours)
- 1956: Zurück aus der Ewigkeit (Back from Eternity)
- 1959: Die Welt der Sensationen (The Big Circus)
- 1960: 77 Sunset Strip (Fernsehserie, drei Folgen)
- 1962: Alfred Hitchcock zeigt (The Alfred Hitchcock Hour, Fernsehserie, eine Folge)